# 876 (szám)
A 876 (római számmal: DCCCLXXVI) egy természetes szám

## A szám a matematikában
A tízes számrendszerbeli 876-os a kettes számrendszerben 1101101100, a nyolcas számrendszerben 1554, a tizenhatos számrendszerben 36C alakban írható fel.
A 876 páros szám, normálalakban a 8,76 · 102 szorzattal írható fel, míg kanonikus alakja: 22 · 31 · 731. Osztói: 1, 2, 3, 4, 6, 12, 73, 146, 219, 292, 438 és 876.
A 876 négyzete 767 376, köbe 672 221 376, négyzetgyöke 29,59729, köbgyöke 9,56829, reciproka 0,001141.